# Karollina
Carolina Borges Cândido (Belo Horizonte, 6 de fevereiro de 1988), mais conhecida como Karollina (também conhecida como Karol Ka, Karol K ou Karol Cândido) é uma cantora, compositora, atriz brasileira.

## Biografia
Karollina é filha de Eliane Borges Cândido (vendedora) e Tarcísio César Cândido (gerente de vendas). Nasceu em Belo Horizonte, Minas Gerais e torce para o Cruzeiro. Ela começou a cantar aos 7 anos numa igreja evangélica frequentada pela família. Começou a fazer aula aos 3 anos e aos 15 já era formada em jazz moderno.

### Carreira
Em 2003, inspirada em seus pais que eram evangélicos, gravou seu primeiro álbum, intitulado Não Pare, focado na música black gospel e veiculado apenas em Minas Gerais. Em 2007, trocou Belo Horizonte por São Paulo, onde dividia o aluguel de um apartamento com uma amiga, e passou a receber influências de música pop e conhecer outros gêneros, participando dos programas de calouros Ídolos e Country Star. Em 2008 participou do HSM - A Seleção, reality show que escolheria o elenco do longa-metragem High School Musical: O Desafio. Ainda em 2008, ela cantou uma das músicas do filme "Tinker Bell". No ano seguinte integrou o elenco de Quando Toca o Sino e em 2010 participou de High School Musical: O Desafio em que interpreta uma aluna responsável e engajada que acaba apaixonando-se pela música, além de excelente cantora que almeja o sucesso. Em 2009 formou Kandies, com o qual lançou os singles "Video Game" e "Como Se Faz", além de se apresentar no Criança Esperança. Em 2010 se tornou backing vocal do cantor Sidney Magal e, logo depois, passou para a banda de Latino.
Em 2011 fez sua estreia solo ao gravar os videoclipes das faixas "Mil Segredos" e "I Like It". Em 2012 Karollina participou da primeira temporada do 1ª temporada de The Voice Brasil e, em 2013, do Fábrica de Estrelas. Neste mesmo ano passou a se envolver com o gênero de funk melody e passou a ser agenciada durante algum tempo pela cantora Valesca, que a iniciou neste mercado. Para a nova fase na carreira altera o nome artístico para Karol Ka e lança seu primeiro single oficial, "Pedra Preciosa". Em 2015 assina com a Universal Music para seu primeiro álbum em circulação nacional. Ainda no mesmo ano, fez parte do elenco principal do reality show Lucky Ladies no canal Fox Life. O programa acompanha a vida de cinco estrelas distintas do cenário do funk e visa aperfeiçoá-las. No dia 31 de agosto, seguindo as semanas do último episódio do programa, Karollina lança "Selfie Colado", seu primeiro single de trabalho sob a Universal Music, que fez parte da trilha sonora da novela A regra do jogo da Globo. Em 2018, estrelou a série infantil Uma escola Demais, na qual interpretou uma vilã chamada Carolina, exibida nos canais Now, para assinantes da Net e Claro TV.

## Discografia

### Álbuns de estúdio
| Álbum    | Detalhes                                                                      |
| -------- | ----------------------------------------------------------------------------- |
| Não Pare | - Lançamento: 14 de dezembro de 2003 - Formatos: CD - Gravadora: Independente |

### Extended plays(EP)
| Álbum    | Detalhes                                                                                    |
| -------- | ------------------------------------------------------------------------------------------- |
| Karol Ka | - Lançamento: 23 de outubro de 2015 - Formatos: EP, download digital - Gravadora: Universal |

### Singles
| Título           | Ano  | Álbum    |
| ---------------- | ---- | -------- |
| "Pedra Preciosa" | 2013 | —        |
| "Selfie Colado"  | 2015 | Karol Ka |

### Outras aparições
| Título                     | Ano  | Outro(s) artista(s)      | Álbum                          |
| -------------------------- | ---- | ------------------------ | ------------------------------ |
| "Novo Ano Começou"         | 2011 | Elenco de HSM: O Desafio | High School Musical: O Desafio |
| "Atuar, Dançar, Cantar"    | 2011 | Elenco de HSM: O Desafio | High School Musical: O Desafio |
| "Eu Sou Única (Superstar)" | 2011 | —                        | High School Musical: O Desafio |
| "Lose Control"             | 2014 | Bernardo Falcone         | Beatification                  |

### Videoclipes
| Título           | Ano  | Diretor         | Notas     |
| ---------------- | ---- | --------------- | --------- |
| "Mil Segredos"   | 2011 | Karol Ka        |           |
| "I Like It"      | 2011 | Karol Ka        |           |
| "Sonhar"         | 2012 | William Andrade | Cancelado |
| "Me Beija"       | 2014 | Karol Ka        |           |
| "Pedra Preciosa" | 2014 | Steven Cruz     |           |
| "Selfie Colado"  | 2015 | Steven Cruz     |           |

## Filmografia

### Televisão
| Ano     | Título              | Personagem   | Nota                  |  |
| ------- | ------------------- | ------------ | --------------------- |  |
| 2007    | Ídolos              | Participante | Temporada 2           |  |
| 2007    | Country Star        | Participante |                       |  |
| 2008    | HSM - A Seleção     | Participante |                       |  |
| 2009–10 | Quando Toca o Sino  | Paola        | Temporada 1           |  |
| 2012    | The Voice Brasil    | Participante | Temporada 1           |  |
| 2013    | Fábrica de Estrelas | Participante |                       |  |
| 2013    | Domingão do Faustão | Participante | Quadro: Os Imitadores |  |
| 2015    | Lucky Ladies        | Participante |                       |  |
| 2018    | Uma Escola Demais   | Carolina     | Temporada 1           |  |

### Cinema
| Ano  | Título                         | Personagem |
| ---- | ------------------------------ | ---------- |
| 2010 | High School Musical: O Desafio | Karol      |